# Prunus falcata
Prunus falcata — вид квіткових рослин з родини трояндових (Rosaceae). Ареал охоплює такі країни: Колумбія.

## Середовище
Зустрічається в заповідних лісах, у життєвих зонах вологих гірських лісів та парамо. Цей вид, ймовірно, запилюється комахами та поширюється хребетними. Росте на висотах від 2800 до 3500 метрів. Загрозами є сільськогосподарська діяльність, гірничодобувна промисловість, розробка вуглеводнів та розробка лісового господарства.